# Plienciema kapa
Plienciema kapa este o arie protejată (arie specială de conservare — SAC, sit de importanță comunitară — SCI, arie de protecție specială avifaunistică — SPA) din Letonia întinsă pe o suprafață de 59,9 ha, integral pe uscat.

## Localizare
Centrul sitului Plienciema kapa este situat la coordonatele 57°05′46″N 23°15′00″E / 57.0962°N 23.25°E.

## Înființare
Situl Plienciema kapa a fost declarat arie de protecție specială avifaunistică în decembrie 2002 pentru a proteja 2 specii de plante și 6 specii de animale. Alte tipuri de protecție:
- sit de importanță comunitară (în mai 2004)
- arie specială de conservare (în mai 2004)[1][3][4]

## Biodiversitate
Situată în ecoregiunea boreală, aria protejată conține 4 habitate naturale: Dune de coastă fixe cu vegetație erbacee („dune gri”), Dune împădurite din regiunile atlantică, continentală și boreală, Cursuri de apă de la nivel de câmpie la nivel montan, cu vegetație Ranunculion fluitantis și Callitricho-Batrachion, Păduri aluvionare cu Alnus glutinosa și Fraxinus excelsior (Alno-Padion, Alnion incanae, Salicion albae).
La baza desemnării sitului se află mai multe specii protejate:
- plante (2): Dianthus arenarius subsp. arenarius, dedițelul (Pulsatilla patens)
- păsări (6): pescăruș albastru (Alcedo atthis), caprimulg (Caprimulgus europaeus), ciocănitoare neagră (Dryocopus martius), muscar (Ficedula parva), pescăruș râzător (Larus ridibundus), ciocârlie de pădure (Lullula arborea)

Pe lângă speciile protejate, pe teritoriul sitului au mai fost identificate 6 specii de plante, 4 specii de păsări, 12 specii de nevertebrate, 1 specie de reptile.